# Kuyschen
Kuyschen (1938 bis 1945 Kuschen) war ein Ort im ostpreußischen Kreis Heiligenbeil. Seine Ortsstelle liegt heute im Gebiet des Munizipalkreises Rajon Bagrationowsk (Stadtkreis Preußisch Eylau) in der russischen Oblast Kaliningrad (Gebiet Königsberg (Preußen)).

## Geographische Lage
Die Ortsstelle von Kuyschen resp. Kuschen liegt westlich des Flüsschens Kornewka (deutsch Stradick) und weniger als 1 Kilometer nördlich der russisch-polnischen Staatsgrenze im südlichen Westen der Oblast Kaliningrad, 24 Kilometer östlich der früheren Kreisstadt Heiligenbeil (russisch Mamonowo) bzw. 23 Kilometer westlich der heutigen Rajonshauptstadt Bagrationowsk (deutsch Preußisch Eylau).

## Geschichte
Im Jahre 1507 wurde der aus ein paar großen und kleinen Höfen bestehende Ort Kwisen erstmals urkundlich erwähnt und danach Koisen und ab 1580 Kuyschen genannt, bis er 1938 – aus politisch-ideologischen Gründen der Abwehr fremd klingender Ortsnamen – in Kuschen umbenannt wurde. Die Landgemeinde Kuyschen kam 1874 zum neu errichteten Amtsbezirk Jäcknitz (russisch Usornoje) im ostpreußischen Kreis Heiligenbeil. Bereits am 18. August 1881 aber wurde Kuyschen in den Amtsbezirk Maraunen (russisch Michailowskoje) umgegliedert. Im Jahre 1910 zählte die Landgemeinde Kuyschen 85 Einwohner.
Die Zugehörigkeit zum Amtsbezirk Maraunen währte bis zum 12. Juli 1929, als Kuyschen in den Amtsbezirk Jäcknitz zurückgegliedert wurde. Im Jahre 1933 zählte das Dorf, in das inzwischen der Nachbarort Kupgallen eingemeindet worden war, 143 Einwohner.
Am 3. Juni 1938 erfolgte die am 16. Juli 1938 amtlich bestätigte Umbenennung von Kuyschen in „Kuschen“. Ein Jahr später waren 150 Einwohner gemeldet.
In Kriegsfolge wurde 1945 die Provinz Ostpreußen geteilt. Kuschen kam zum nördlichen und an die Sowjetunion abgetretenen Teil bei Lage in unmittelbarer Grenznähe. Wegen dieser seiner Lage dürfte das Dorf nicht mehr oder kaum besiedelt worden sein, denn schon bald verliert sich seine Spur. Eine russische Namensgebung ist nicht bekannt, auch keine Zugehörigkeit zu einem Dorfsowjet. Das einstige Kuyschen resp. Kuschen gilt heute als aufgegeben und damit als untergegangen. Seine Ortsstelle gehört jetzt zum Rajon Bagrationowsk (Stadtkreis Preußisch Eylau) in der Oblast Kaliningrad der Russischen Föderation.

## Religion
Bis 1945 war Kuyschen resp. Kuschen in das Kirchspiel der evangelischen Kirche Zinten (russisch Kornewo) in der Kirchenprovinz Ostpreußen der Kirche der Altpreußischen Union eingegliedert, während die römisch-katholischen Einwohner zur Pfarrei in Heiligenbeil (Mamonowo) im damaligen Bistum Ermland gehörten.

## Verkehr
Die Ortsstelle von Kuyschen/Kuschen liegt westlich der früheren deutschen Reichsstraße 126, die seinerzeit sich in Nord-Süd-Richtung durch Ostpreußen zog. Wegen der Grenzlage besteht heute lediglich von Kornewo aus eine Zuwegung. Da vor Ort eine Kaserne des Grenzschutzes des FSB besteht, ist ein Zugang zu der – wohl auch gar nicht mehr erkennbaren – Ortsstelle nicht garantiert.